# Bonairiaans staatkundig referendum 1994
Een referendum over de staatkundige status van Bonaire werd gehouden op 21 oktober 1994, tegelijkertijd met gelijkaardige referenda op Saba, Sint Eustatius en Sint Maarten. Een grote meerderheid koos voor een status quo. Bij een later referendum in 2004 zou men voor verdere integratie met Nederland kiezen.

## Resultaten
| Keuze                          | Stemmen | %     |
| ------------------------------ | ------- | ----- |
| Status quo                     | 4443    | 89.65 |
| Autonomie                      | 439     | 8.86  |
| Integratie met Nederland       | 63      | 1.27  |
| Onafhankelijkheid              | 11      | 0.22  |
| ongeldig/blanco                | -       | –     |
| Totaal                         | 4956    | 100   |
| Geregistreerde kiezers/opkomst | 7450    | 66.52 |
| Bron: Direct Democracy         |         |       |